# Kanton Les Portes du Médoc
 Les Portes du Médoc is een kanton van het Franse departement Gironde. Het kanton maakt deel uit van het arrondissement Bordeaux.
 Het telt 60.255 inwoners in 2018.

Het kanton  werd gevormd ingevolge het decreet van 20 februari 2014, met uitwerking op 22 maart 2015, met Eysines als hoofdplaats.

## Gemeenten
Het kanton Les Portes du Médoc omvat volgende gemeenten, alle afkomstig van het opgeheven kanton Blanquefort:
- Blanquefort
- Eysines
- Ludon-Médoc
- Parempuyre
- Le Pian-Médoc